# Amerikanischer Pfeifhase
Der Amerikanische Pfeifhase (Ochotona princeps) ist eine Säugetierart aus der Familie der Pfeifhasen innerhalb der Hasenartigen. Ihr Verbreitungsgebiet liegt im westlichen Nordamerika und erstreckt sich vom Südwesten Kanadas über weite Teile der westlichen USA.

## Merkmale

### Allgemeine Merkmale
Der Amerikanische Pfeifhase erreicht eine Körperlänge von 16,2 bis 21,6 Zentimeter und gehört damit zu den mittelgroßen Vertretern der Gattung. Das Körpergewicht beträgt 121 bis 176 Gramm. In einigen Gebieten sind die Männchen etwas größer als die Weibchen, dieser Sexualdimorphismus ist allerdings wenig ausgeprägt. Der Körper ist eiförmig mit kurzen Ohren, einem sehr kurzen und normalerweise nicht sichtbaren Schwanz und kurzen Beinen. Die Körperfarbe variiert und verändert sich saisonal. Im Sommer ist die Rückenfarbe grau bis zimtbraun. Im Winter ist das Fell etwa doppelt so lang und grau. Die Bauchseite besitzt unabhängig von der Jahreszeit einen hellen bis weißlichen Farbton, ist im Gegensatz zum Alaska-Pfeifhasen (Ochotona collaris) aber nicht vollständig weiß. Die runden Ohren sind sowohl an der Innen- wie auch der Außenseite mit dunklen Haaren besetzt und weiß gerandet. Die Vibrissen sind mit 40 bis 77 Millimetern vergleichsweise lang. Die Vorderbeine besitzen fünf Finger, die Hinterbeine nur vier. Die Pfoten sind mit Ausnahme von kleinen schwarzen Zehenballen dicht behaart.
Sowohl die Weibchen, als auch die Männchen besitzen eine Pseudokloake als gemeinsamen Ausgang des Darms und der Harnleiter sowie der Geschlechtsorgane. Der Penis und die Klitoris liegen in dieser Pseudokloake und können ausgestülpt werden. Die Weibchen haben sechs Milchdrüsen, die sich während der Stillzeit (Laktation) nicht vergrößern.

### Merkmale des Schädels
Der Schädel des Amerikanischen Pfeifhasen ist annähernd rund mit einer flachen und breiten Region zwischen den Augen (Intraorbitalregion). Die Schnauze ist schlank, die Nasenlöcher sind im vorderen Bereich am größten und der Oberkiefer (Maxilla) besitzt ein großes Fenster. Das Jochbein ist verlängert und bildet einen markanten Vorsprung am hinteren Jochbogen.
| 2 | · | 0 | · | 3 | · | 2 | = 26 |
| 1 | · | 0 | · | 2 | · | 3 | = 26 |

Das Gebiss entspricht dem typischen Pfeifhasengebiss mit zwei Schneidezähnen (Incisivi), drei Vormahlzähnen (Praemolares) und zwei Mahlzähnen (Molares) im Oberkiefer sowie nur einem Schneidezahn, zwei Vormahlzähnen und drei Mahlzähnen im Unterkiefer. Eckzähne sind bei Hasenartigen generell nicht ausgebildet.

### Physiologische Merkmale
Der Amerikanische Pfeifhase besitzt eine hohe Körpertemperatur von durchschnittlich 40,1 °C, eine Körpertemperatur von durchschnittlich 43,1 °C ist tödlich (Letaltemperatur). Die Stoffwechselrate ist mit 1,53 cm3 Sauerstoff pro Stunde sehr hoch, die Thermoregulation erfolgt vor allem durch das Verhalten der Tiere und weniger physiologisch.

## Verbreitung

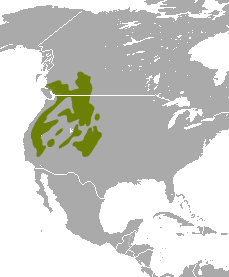
Verbreitungsgebiet des Amerikanischen Pfeifhasen

Das Verbreitungsgebiet des Amerikanischen Pfeifhasen liegt im westlichen Nordamerika und erstreckt sich von Alberta und British Columbia im Süden Kanadas über weite Teile der westlichen Vereinigten Staaten von Washington, Oregon, Idaho, Montana und Wyoming über Kalifornien, Nevada, Utah und Arizona bis nach Colorado   und New Mexico.

## Lebensweise

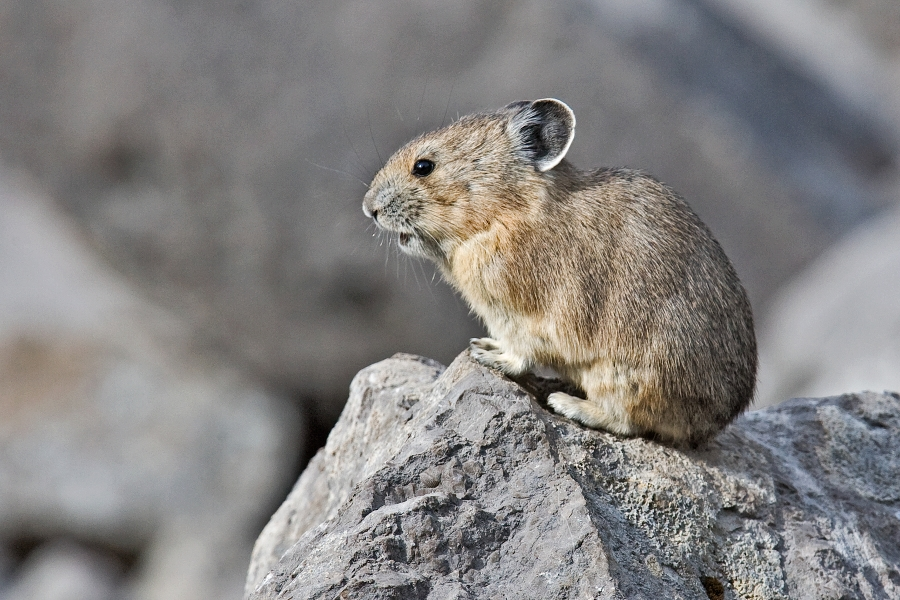
Amerikanischer Pfeifhase

Der Amerikanische Pfeifhase ist tagaktiv und verbringt etwa 30 Prozent der Tageszeit über der Erde. Diese Zeit entfällt auf die Nahrungsaufnahme, das Sammeln von Nahrung, die Kommunikation mit anderen Pfeifhasen und territoriales Verhalten. Im Herbst und im Winter verbringen die Tiere mehr Zeit in ihren Bauten und sind weniger aktiv.
Sie sind territorial und besetzen und verteidigen ihre Reviere gegen andere Pfeifhasen. Die Weibchen leben dabei weiter auseinander als die Männchen, die ihre Reviere erkämpfen und verteidigen müssen. Die Überlebenschancen eines Jungtieres sind unmittelbar von der Möglichkeit abhängig, ein Revier zu erobern und zu behaupten. Verteidigt werden die Reviere durch Verfolgungen und aggressive Revierkämpfe, dabei finden Zusammenstöße vor allem zwischen Tieren gleichen Geschlechts und partnerlosen Tieren statt. Die Partnerbindung ist monogam und erfolgt zwischen Tieren unterschiedlichen Geschlechts in benachbarten Revieren. Die Tiere tolerieren einander eher als andere Tiere und kommunizieren miteinander in Form von kurzen Pfeifduetten. Entsprechend sind die Abstände der Reviere mit sich verpaarenden Tieren zueinander geringer als die zu konkurrierenden Tieren gleichen Geschlechts.
Der Pfeifhase gräbt keine eigenen Bauten, sondern sucht sich Schutz in Zwischenräumen im Geröll seines Lebensraumes. Im Winter gräbt er allerdings Tunnel im Schnee, um an die darunterliegende Vegetation zu gelangen.

### Ernährung
Der Amerikanische Pfeifhase ist ein generalistischer Pflanzenfresser. Er ernährt sich entsprechend von allen zur Verfügung stehenden Pflanzen in seinem Lebensraum. Die Auswahl erfolgt aufgrund des Nährwertes – entsprechend bevorzugen die Tiere Pflanzen mit einem hohen Gehalt von Proteinen und Fetten sowie einem hohen Wassergehalt. Im Sommer ernähren sich die Pfeifhasen zu 78 bis 87 % von kurzen Berggräsern, Stauden und Sträuchern, während Nelkenwurz, Klee und Seggen den Rest ausmachen. Giftige Pflanzen werden gemieden, können jedoch als Vorrat in den Bauten gesammelt und im Winter gefressen werden, wenn sich die Giftstoffe abgebaut haben.

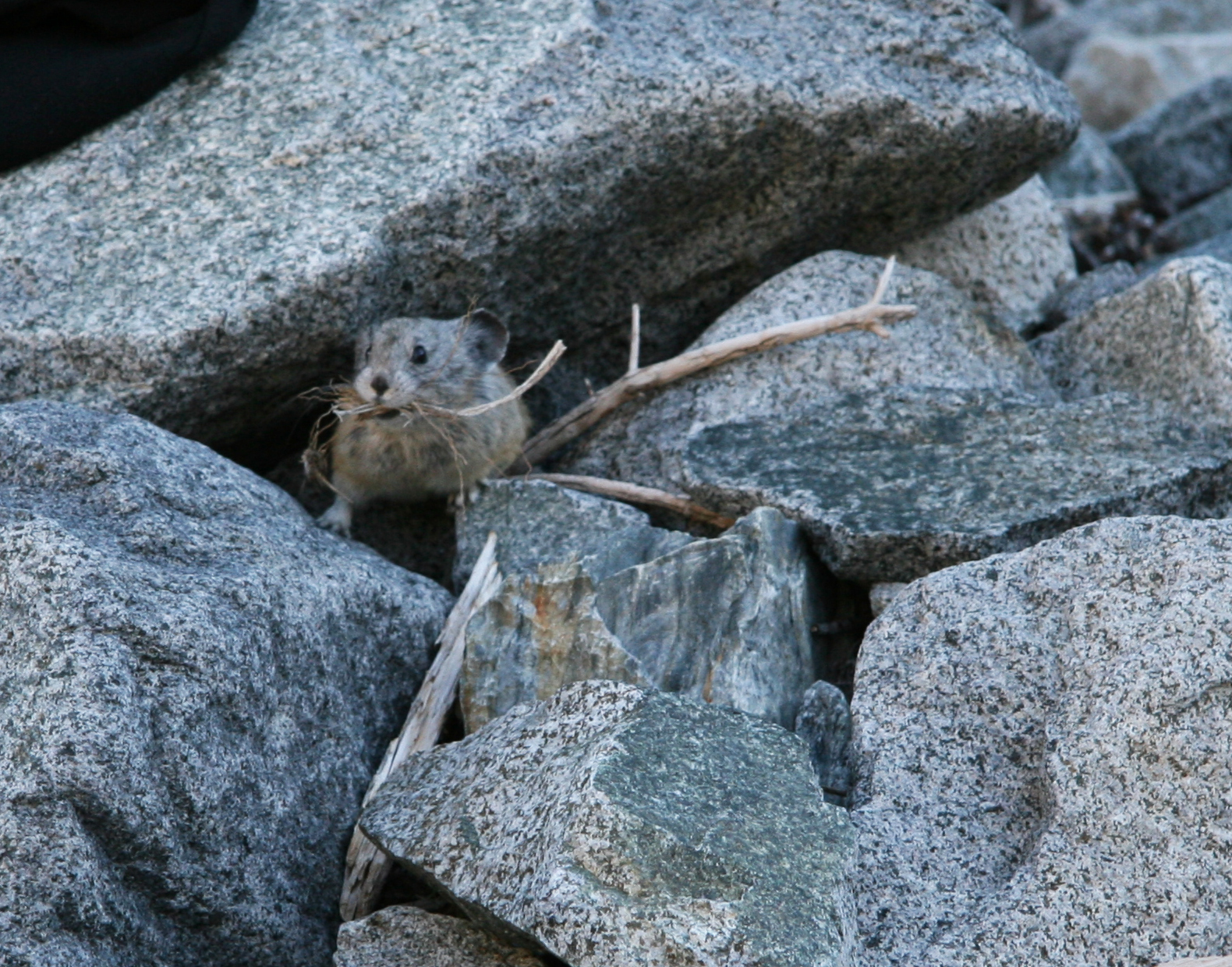
Pfeifhase am Bau in einer Geröllspalte mit gesammeltem Pflanzenmaterial

Während des Sommers wird ein Vorrat aus langen Gräsern und Kräutern angelegt, wobei in den Bauten bis zu 30 Pflanzenarten zu finden sind. Die Sammelstellen werden im Bereich des Übergangs vom Geröll zu den Weidenflächen angelegt und dienen als Reviergrenzen. Im Winter werden die gesammelten Vorräte in den Bau genommen und dienen als Hauptnahrung, ergänzt durch Flechten und andere Pflanzen.
Wie andere Hasenartige sind auch die Amerikanischen Pfeifhasen caecotroph, der Hauptaufschluss der Nahrung findet also erst hinter dem Magen im großen Blinddarm statt. Sie produzieren entsprechend zwei unterschiedliche Typen von Kotpillen, von denen eine weich und hell und die anderen dunkel und hart sind. Die weichen, noch nicht vollständig verdauten Kotpillen werden ein zweites Mal gefressen und geben erst dabei einen großen Teil der in ihnen enthaltenen Nährstoffe ab. Ohne die Wiederaufnahme der Kotpillen würden nur etwa 68 % der Nährstoffe aufgenommen.

### Fortpflanzung
Der Amerikanische Pfeifhase ist monogam, wobei benachbarte Tiere unterschiedlichen Geschlechts Paare bilden. Die Partnerwahl erfolgt, falls mehrere Männchen zur Verfügung stehen, durch die Weibchen.
Die Paarungen beginnen etwa einen Monat vor der Schneeschmelze und die Tragzeit dauert etwa 30 Tage; der Eisprung wird bei diesen Tieren durch die Paarung ausgelöst. Im Flachland erfolgt die Geburt etwa im März, in höheren Lagen erst im April bis Juni. Die Weibchen werfen in der Regel zwei Mal im Jahr und bringen jeweils durchschnittlich drei Jungtiere zur Welt. Die Jungtiere haben dabei ein Geburtsgewicht von 10 bis 12 Gramm und werden für etwa 28 Tage gestillt. Die Laktation zehrt dabei sehr stark an den Fettreserven der Weibchen und sie kümmern sich in der Regel um den zweiten Wurf nur, wenn der erste nicht überlebt hat. Die Jungtiere sind bei der Geburt blind und nur wenig behaart, die Zähne sind jedoch vollständig vorhanden. Die Augen öffnen sich nach etwa neun Tagen. Die Muttertiere befinden sich die meiste Zeit auf Nahrungssuche und kommen etwa alle zwei Stunden für zehn Minuten zum Stillen zu den Jungtieren. Nach etwa vier Wochen werden die Jungtiere selbstständig und sie erreichen die Größe der Alttiere bereits nach etwa drei Monaten.
Die Geschlechtsreife erreichen die Pfeifhasen nach etwa einem Jahr, dann findet die erste Paarung statt. Das Höchstalter, das der Amerikanische Pfeifhase in der Wildnis und in Gefangenschaft erreichen kann, liegt bei etwa sieben Jahren. Aufgrund der hohen Mortalitätsrate werden die Tiere in der Wildnis jedoch nur durchschnittlich drei Jahre alt.

### Fressfeinde und Parasiten
Zu den Fressfeinden des Amerikanischen Pfeifhasen gehören zahlreiche Raubtiere und Greifvögel. Zu den kleineren Raubtieren, die Pfeifhasen erbeuten, gehören vor allem das Langschwanzwiesel (Mustela frenata) und das Hermelin (Mustela erminea). Größere Raubtiere sind Kojoten (Canis latrans) und Fichtenmarder (Martes americana); sie jagen vor allem Jungtiere, die noch nicht schnell genug sind, um zu entkommen. Auch der Steinadler (Aquila chrysaetos) jagt den Amerikanischen Pfeifhasen, sein Einfluss auf den Bestand ist jedoch gering.
Die Pfeifhasen sind vor allem durch die moderate Tarnfarbe ihres Fells geschützt, die ihre Entdeckung im Geröll erschwert. Wenn ein Beutegreifer gesichtet wird, stoßen die Tiere Alarmrufe aus, um die anderen Pfeifhasen zu warnen. Vor allem die kleineren Raubtiere sind allerdings in der Lage, die flüchtenden Pfeifhasen auch in ihren Verstecken zu erbeuten.
Der Amerikanische Pfeifhase wird zudem von zahlreichen Parasiten besiedelt – vor allem von Endoparasiten im Darm. Darunter fallen zahlreiche Eimeria-Arten. An Ektoparasiten beherbergt der Pfeifhase in erster Linie Flöhe.

## Systematik
Die Erstbeschreibung des Amerikanischen Pfeifhasen stammt von dem amerikanischen Naturforscher John Richardson aus dem Jahr 1828.
Der Amerikanische Pfeifhase wurde als eigenständige Art den Pfeifhasen (Gattung Ochotona) und der Untergattung Pika zugeordnet. Dabei wurden zahlreiche Unterarten beschrieben, von denen aktuell fünf anerkannt sind.

## Gefährdung und Schutz
Die Art wird von der International Union for Conservation of Nature and Natural Resources (IUCN) aufgrund ihres sehr großen Verbreitungsgebietes und der großen Population als nicht gefährdet (least concern) eingestuft.